# Francisco Boza
Francisco Boza, född 19 september 1964 i Lima, är en peruansk sportskytt.
Han tävlade i olympiska spelen 1980, 1984, 1988, 1992, 1996, 2000, 2004 samt 2016. Han blev olympisk silvermedaljör i trap vid sommarspelen 1984 i Los Angeles.